# Martin Marietta X-24B
Martin Marietta X-24B là một loại máy bay thử nghiệm của Hoa Kỳ, thuộc chương trình hợp tác chung giữa USAF-NASA có tên PILOT (1963–1975). Nó được thiết kế và chế tạo để thử nghiệm khái niệm thân nâng, sau này được sử dụng trong tàu con thoi.

## Tính năng kỹ chiến thuật (X-24B)
Đặc điểm tổng quát
- Kíp lái: 1
- Chiều dài: 37 ft 6 in (11,43 m)
- Sải cánh: 19 ft 0 in (5,79 m)
- Chiều cao: 9 ft 7 in (2,92 m)
- Diện tích cánh: 330 ft² (30,7 m²)
- Trọng lượng rỗng: 8.500 lb (3.855 kg)
- Trọng lượng có tải: 11.800 lb (5.350 kg)
- Trọng lượng cất cánh tối đa: 13.800 lb (6.260 kg)
- Động cơ: 1 × XLR-11-RM-13 kiểu rocket e, 8.480 lbf (37,7 KN)

 Hiệu suất bay 
- Vận tốc cực đại: 1.164 mph (1.873 km/h)
- Tầm bay: 45 dặm (72 km)
- Trần bay: 74.130 ft (22,59 km)
- Tải trên cánh: 205 kg/m² ()
- Lực đẩy/trọng lượng: 0,71